# Герб Вижницы
Герб Вижницы — официальный символ Вижницы Черновицкой области Украины, утвержденный решением городского совета.

## Описание
Щит разделен на три части. На первой золотой части треугольная лазурная гора с золотой каймой, из которой исходят лучи.
На второй золотой — лазурные деревья: хвойное и лиственное.
На третий лазурной — три ряда золотых волн. Верхняя из которых состоит из шести, средняя из четырёх и нижняя двух частей. Поверх всего расположены два топора крест-накрест, переменных с полями цветов. Поверх них — лазурная блюдо с золотым узором. Щит окаймлен декоративным картушем, увенчанный серебряной короной и окружен бамбуковыми веточками, перевитыми сине-желтой лентой.
Компьютерная графика — В. М. Напиткин.